# Chulalongkorn
Phra Bat Somdet Phra Poramintharamaha Chulalongkorn Phra Chunla Chom Klao Chao Yu Hua in lingua thai พระบาทสมเด็จพระปรมินทรมหาจุฬาลงกรณ์ฯ พระจุลจอมเกล้าเจ้าอยู่หัว, meglio conosciuto con gli appellativi Chulalongkorn e Rama V (Bangkok, 20 settembre 1853 – Bangkok, 23 ottobre 1910) fu il quinto monarca del Regno di Rattanakosin, detto anche Regno del Siam, e della dinastia Chakri, nell'odierna Thailandia. Fu nominato re nel 1868 e rimase alla guida del paese fino alla sua morte.
Figlio primogenito della regina consorte Debsirindra e di re Mongkut, l'aristocrazia di corte lo nominò re alla morte del padre, nel 1868. Salì al trono all'età di 15 anni e, fino a quando raggiunse la maggiore età, nel 1873, il regno venne affidato al suo reggente, il potente Chuang Bunnag, primo ministro del regno paterno con il titolo di Chao Phraya Si Suriyawongse.
È tuttora venerato dai thailandesi per il ruolo che ebbe nel mantenere l'indipendenza del paese, nel periodo in cui tutti gli altri stati del sudest asiatico divennero colonie delle potenze europee, e per il contributo che diede alla modernizzazione del Siam. Il suo operato gli valse in patria l'epiteto di Phra Piya Maharat (พระปิยมหาราช), il grande ed amato re. Al pari del padre, fu influenzato dall'occidente e nelle sue riforme si ispirò ai modelli europei, soprattutto a quello britannico. Durante il suo regno, furono riformati il governo, gli enti locali e l'esercito, e furono istituiti il Dipartimento dell'Educazione, quello della Salute Pubblica e quello dell'Irrigazione.

## Infanzia e gioventù
Nato nel Grande palazzo reale di Bangkok il 20 settembre 1853, fu il primo figlio della consorte reale ufficiale la regina Debsirindra e di re Mongkut, che aveva avuto altri figli in precedenza da consorti minori. Al pari di tutti i fratelli e le sorelle, il padre gli riservò un'educazione moderna affidandolo a tutori occidentali quali Anna Leonowens, insegnante inglese che tra il 1862 ed il 1867 lo formò, su princìpi laici, sotto l'aspetto scientifico e culturale. La Leonowens lo ricordò in seguito come un bambino gentile, studioso e consapevole della responsabilità di cui sarebbe stato investito. Maturò dal padre l'idea di quanto fosse necessario adeguarsi alle riforme e alle tecnologie occidentali per conservare l'indipendenza del Paese.
Rama IV, grande appassionato di astronomia, calcolò correttamente il tempo ed il luogo di un'eclissi solare che si sarebbe verificata il 18 agosto 1868 in un piccolo villaggio del Siam meridionale, a sud di Hua Hin. Chulalongkorn partecipò a tale eccezionale evento assieme all'intera famiglia reale, ai nobili di corte e a numerosi astronomi francesi inviati dal loro governo. Durante il soggiorno a sud, sia il re che il figlio si ammalarono gravemente di malaria ed il re morì a Bangkok il 1º ottobre 1868, poco dopo essere tornato.
Nella sua facoltà di reggente, il potente ministro Chuang Bunnag non era sicuro che il giovane principe riuscisse a sopravvivere e fece nominare erede al trono, con il titolo di Palazzo Davanti, il principe Vichaichan, cugino di Chulalongkorn. Quest'ultimo si riprese e, il 16 novembre 1868, fu nominato re col nome di Phra Chunla Chom Klao Chao Yu Hua, ma tutti continuarono a chiamarlo re Chulalongkorn. Data la giovane età del nuovo sovrano, che aveva 15 anni, il regno rimase affidato alla reggenza di Chuang Bunnag.
Dopo aver finito gli studi, Chulalongkorn visitò India, Singapore, Giava e Birmania, dove poté rendersi conto delle riforme volute dagli Stati colonizzatori europei. Affascinato dalla portata di tali riforme e dalle grandi novità tecnologiche adottate in quei Paesi, si ripromise di applicarle anche in Siam e di continuare la strada del rinnovamento tracciata dal padre. Fu incoronato re per la seconda volta al raggiungimento della maggiore età, il 16 novembre 1873.

## I primi anni di regno
Con l'investitura reale, Chulalongkorn dimostrò subito di possedere grande personalità ed accentrò nelle proprie mani il potere. Il titolo di Palazzo Davanti, spettante al viceré ed erede al trono, era nelle mani del principe Vichaichan. Era questi il primogenito di Pinklao, fratello di re Mongkut ed a sua volta Palazzo Davanti. Al pari del padre, Vichaichan si trovò tra le mani un immenso potere, ma se i rapporti tra Rama IV e Pinklao furono ottimi, quelli tra Rama V e Vichaichan furono sin dall'inizio problematici. Per arginare la dilagante influenza dell'aristocrazia, la prima legge emanata prevedeva che le entrate fiscali fossero tutte poste sotto il controllo reale; fino ad allora un terzo delle entrate era appannaggio del Palazzo Davanti ed il resto era controllato dal monarca e dagli aristocratici.
Un'altra legge che Chulalongkorn promulgò all'inizio del suo regno, prevedeva che il potere legislativo, fino ad allora controllato dal Consiglio di Stato formato da rappresentanti della monarchia e dei nobili, fosse competenza di un nuovo consiglio, i cui rappresentanti sarebbero stati nominati esclusivamente dal re, sul modello del Consiglio privato britannico. Queste leggi scatenarono le ire del Palazzo Davanti e della nobiltà, che si vedevano privati del potere e di immense entrate. La tensione continuò a crescere e si arrivò, nel dicembre del 1874, alla scoppio della crisi del Palazzo Davanti, che portò alla esautorazione de facto di Vichaichan nel 1875.
Tali fatti erano avvenuti con l'intermediazione del console britannico a Bangkok, presso cui Vichaichan si era rifugiato. L'ostilità dell'aristocrazia conservatrice e l'intromissione britannica provocarono un ridimensionamento del re e per circa un decennio il suo controllo sul Paese attraversò un periodo di crisi. Il Consiglio da lui creato cessò di riunirsi e le riforme furono congelate.

## Politica interna
Nei suoi 42 anni di regno, Chulalongkorn continuò l'opera di riforma e modernizzazione dello Stato iniziata dal padre. Questi aveva passato molti anni in monastero, aveva riformato il clero siamese e trasmise a Chulalongkorn gli ideali buddhisti del "re giusto" (dhammaraja). Dagli insegnamenti della Leonowens aveva tratto gli ideali di giustizia. Sulla base di questa educazione, Rama V impostò il suo impegno di sovrano.
L'ostilità della vecchia aristocrazia verso la politica di riforme frenarono il suo impegno dei primi anni di regno. Quando riformò la Pubblica Istruzione, organizzando scuole di stampo occidentale per i figli dei dipendenti della pubblica amministrazione, pochi furono i figli dei nobili che si iscrissero ai nuovi corsi. Dopo aver appurato il coinvolgimento di molti aristocratici in pubblici scandali, si rese conto di poter contare esclusivamente sui propri fratelli. Di questi, negli anni ottanta, gliene erano rimasti 26, con i quali fu in grado di riprendere le riforme.
Dopo aver personalmente controllato il grado di istruzione, il livello di affidabilità e le competenze dei fratelli, li piazzò a capo degli uffici amministrativi più importanti; insieme ristrutturarono il corpo delle guardie reali e, in seguito, l'intero esercito. Quando cominciarono a morire i più vecchi tra i nobili che gli si opponevano, fu lentamente in grado di ripartire con le riforme. In quegli anni si mantenne informato sulla politica estera, ma prese le decisioni in tale ambito con una certa cautela.
Alcuni tra i più radicali dei fratelli gli chiesero, l'8 gennaio 1885, l'istituzione della monarchia costituzionale. Chulalongkorn ribatté che il Paese non era ancora pronto, ma si impegnò a fondo per una profonda ristrutturazione dello Stato. Nel giro di sette anni rimpiazzò i corrotti nobili a capo dei ministeri con giovani ufficiali di fiducia e collaudata capacità. Il governo siamese di quel tempo era composto da sei ministeri che facevano capo ai ministri del sud (kalahom) e del nord (mahatthai), i cui grandi poteri erano fuori dal controllo del sovrano. Il nuovo sistema preparato da Rama V, entrato in vigore il 1º aprile 1892, prevedeva la suddivisione del governo in 12 ministeri, a capo dei quali vennero messi giovani ufficiali, nove dei quali erano fratelli del re.
Personaggio centrale del nuovo governo fu Damrong Rajanubhab, fratellastro del re e già responsabile della riforma della Pubblica Istruzione, a cui venne affidato il Ministero del Nord, che nel 1894 divenne il Ministero dell'Interno. Questi eliminò il precedente sistema di suddivisione amministrativa basato su circa 100 province, e ne introdusse uno nuovo che prevedeva 14 circoscrizioni chiamate monthon, a capo delle quali vennero posti ufficiali preparati ed affidabili che gradualmente sostituirono i vecchi governatori e sovrani tributari locali, entrambi tradizionalmente al potere per aver ereditato la carica. Nel giro di sette anni le entrate statali si raddoppiarono e furono portati anche negli angoli più remoti del paese il nuovo sistema educativo e legislativo; vennero anche intrapresi nuovi lavori pubblici in tutto il Siam. Nel 1896, Chulalongkorn nominò ministro di Giustizia il figlio Rabi, che introdusse nel paese un nuovo sistema giudiziario e riformò le leggi del Siam basandosi su quelle in vigore in Europa.
A Rama V si deve la massiccia riorganizzazione dell'esercito, l'introduzione del telegrafo e la costruzione della prima ferrovia siamese da Bangkok ad Ayutthaya nel 1893. Già nel 1974 e aveva fatto inaugurare ill primo museo pubblico del Siam, che sarebbe diventato il Museo nazionale di Bangkok. Nel 1899 fondò la scuola di abilitazione al servizio civile, che nel 1917 sarebbe diventato il primo ateneo siamese ed avrebbe preso il nome di Università Chulalongkorn. Tutte queste novità furono finanziate, fino al 1904, con le entrate governative. Il re seguì personalmente e con costanza gli sviluppi di tutte le riforme, ricompensando i funzionari più bravi e stimolando a migliorarsi quelli mediocri. Fece abolire l'obbligo di prostrarsi al cospetto del re e nel 1905 dichiarò illegale la schiavitù, pratica che rendeva il Siam agli occhi degli europei uno Stato retrogrado.
Tra i vari ammodernamenti imposti da Rama V vi furono quelli dell'architettura e delle arti in generale, soprattutto nella capitale. Il sovrano ritenne inopportuno affidare questo incarico ad artisti britannici e francesi, i cui governi coloniali stavano mettendo in pericolo l'indipendenza del Siam, ed il cambiamento del volto del Paese fu affidato principalmente ad artisti italiani, il cui governo era estraneo alle vicende interne indocinesi.. La scelta cadde sull'Italia dopo le due visite che Rama V fece a Torino, dove rimase affascinato dalla monumentale bellezza della città. Dalla fine dell'Ottocento, decine di ingegneri, architetti ed artisti italiani, soprattutto piemontesi, progettarono e realizzarono i più grandi palazzi, ponti e monumenti che trasformarono Bangkok.

## Politica estera
Chulalongkorn si era reso conto che la condizione fondamentale per mantenere l'indipendenza era di mettere le potenze europee nelle condizioni di arricchirsi con gli scambi commerciali nel Paese. Per consentire a tale eventualità c'era bisogno di riforme, che venivano osteggiate dall'aristocrazia conservatrice. A seguito della crisi del Palazzo Davanti del 1875, aveva dovuto abbandonare la strada delle riforme. Poté riprenderla solo nel 1886, quando nominò il fratellastro Devawongse ministro degli Esteri. Dovette fare grandi concessioni ai francesi e ai britannici, ma fu l'unico modo per scongiurare la colonizzazione del Siam.
Nel 1880 i siamesi avevano occupato dei territori situati in una zona a cavallo tra le frontiere settentrionali del Laos e del Vietnam, nelle vicinanze di Dien Bien Phu, dove si era asserragliata una grossa banda di cinesi chiamata l'esercito della bandiera nera che da anni compiva scorribande nel regno vassallo di Luang Prabang. Nella zona erano stanziati i tai dam (tai neri), che al pari dei siamesi e dei laotiani facevano parte dei popoli tai. Il nuovo vasto possedimento era chiamato Sipsong Chao Thai (dodici municipalità thai).
Con la conquista di Hanoi del 1885, i francesi completarono la conquista del Vietnam ed istituirono la colonia chiamata Indocina francese, che nel 1887 comprendeva tutto il Vietnam e le province orientali cambogiane. I Sipsong Chao Thai furono i primi territori che il Siam dovette cedere ai francesi. Quando questi li reclamarono, nel 1888, le truppe di Bangkok si ritirarono senza combattere. Nel 1886, al termine della terza guerra anglo-birmana, la Birmania era stata intanto assoggettata dai britannici che ne avevano fatto una provincia dell'India britannica.
In seguito, i francesi sostennero che il Laos era storicamente un territorio soggetto all'amministrazione vietnamita. Al termine di una lunga disputa, nel 1893 la situazione collassò in quella che fu definita la guerra franco-siamese, in cui navi da guerra francesi ormeggiarono a Bangkok, minacciando di bombardarla se non fossero stati ceduti all'Indocina francese tutti i territori dei regni vassalli laotiani ad est del Mekong. Rama V si appellò ai britannici che si astennero dall'intervenire e dovette concedere ai francesi i territori che richiedevano più un indennizzo per i danni di guerra. I francesi si ritirarono da Bangkok, ma mantennero l'occupazione delle province di Chanthaburi e Trat.
Fu una grande delusione per Rama V, da sempre grande ammiratore della corona britannica, che passò un anno in preda alla depressione. Si era illuso che l'appoggio siamese alle truppe imperiali durante la conquista della Birmania fosse ricompensato, ma i britannici dimostrarono di essere unicamente interessati a coltivare i propri interessi espansionistici. Nel 1896, i britannici firmarono un accordo con la Francia che garantiva l'indipendenza del Siam centrale, ma lasciava in dubbio le sorti delle zone orientali e meridionali del paese. Per farsi garanti di tale accordo, i britannici ottennero la rinuncia siamese alla rivendicazione dei territori settentrionali shan, che rimasero così definitivamente sotto la giurisdizione birmana.
Nel 1897, Chulalongkorn divenne il primo sovrano asiatico a compiere un viaggio in Europa, dove cercò appoggio alla causa siamese specialmente dalla Germania e dalla Russia. In seguito, ulteriori pressioni dei francesi portarono il re nel 1904 a cedere vasti territori ad ovest del Mekong, nella zona di Luang Prabang e nella zona di Champasak, in cambio i francesi si ritirarono da Chanthaburi. Nel 1907, dovette infine lasciare ai francesi anche le province della Cambogia occidentale di Battambang, Siem Reap e Sisophon, che erano tributarie del Siam. I francesi lasciarono anche Trat, ma mantennero il controllo di alcune isole di confine. A loro volta, i britannici chiesero ed ottennero nel 1909 la sovranità sui sultanati vassalli malesi di Kedah, Kelantan, Perlis e Terengganu. Con i trattati che definirono tali cambiamenti, furono fissati i confini definitivi che tuttora delimitano la Thailandia.

## Morte e successione
Rama V, dopo aver abolito l'istituzione del Palazzo Davanti, aveva emanato una legge che prevedeva la successione al trono del primogenito maschio. Alla sua morte, avvenuta il 23 ottobre 1910, salì quindi al trono il figlio, principe Vajiravudh.
L'amore che i siamesi tuttora nutrono per Rama V ha spinto il governo a dichiarare il 23 ottobre, anniversario della morte, "Giorno di Re Chulalongkorn" e festa nazionale.